# شيهم سوندي
شيهم سوندي أو شيهم جاوي (الاسم العلمي: Hystrix javanica)، نوع من جنس الشيهم وفصيلة شيهم العالم القديم. متوطن في إندونيسيا.